# LPR-01
A Lancha de Patrulha de Rio (LPR-01), ou simplesmente LPR-01, é uma embarcação pertencente à Marinha do Brasil, comprada da Colômbia após acordo firmado com a Corporacion de Ciencia y Tecnologia para El Desarrollo de La Industria Naval Maritima e Fluvial. Este acordo envolvia a aquisição de quatro lanchas, duas para a Marinha e duas para o Exército a fim de atender às respectivas necessidades das Forças. A LPR-01, devido às suas características, é empregada na área de Tabatinga, tornando-se parte integrante da Capitania Fluvial do respectivo município, atuando na abordagem de embarcações da região, principalmente em período noturno.